# 브르샤츠

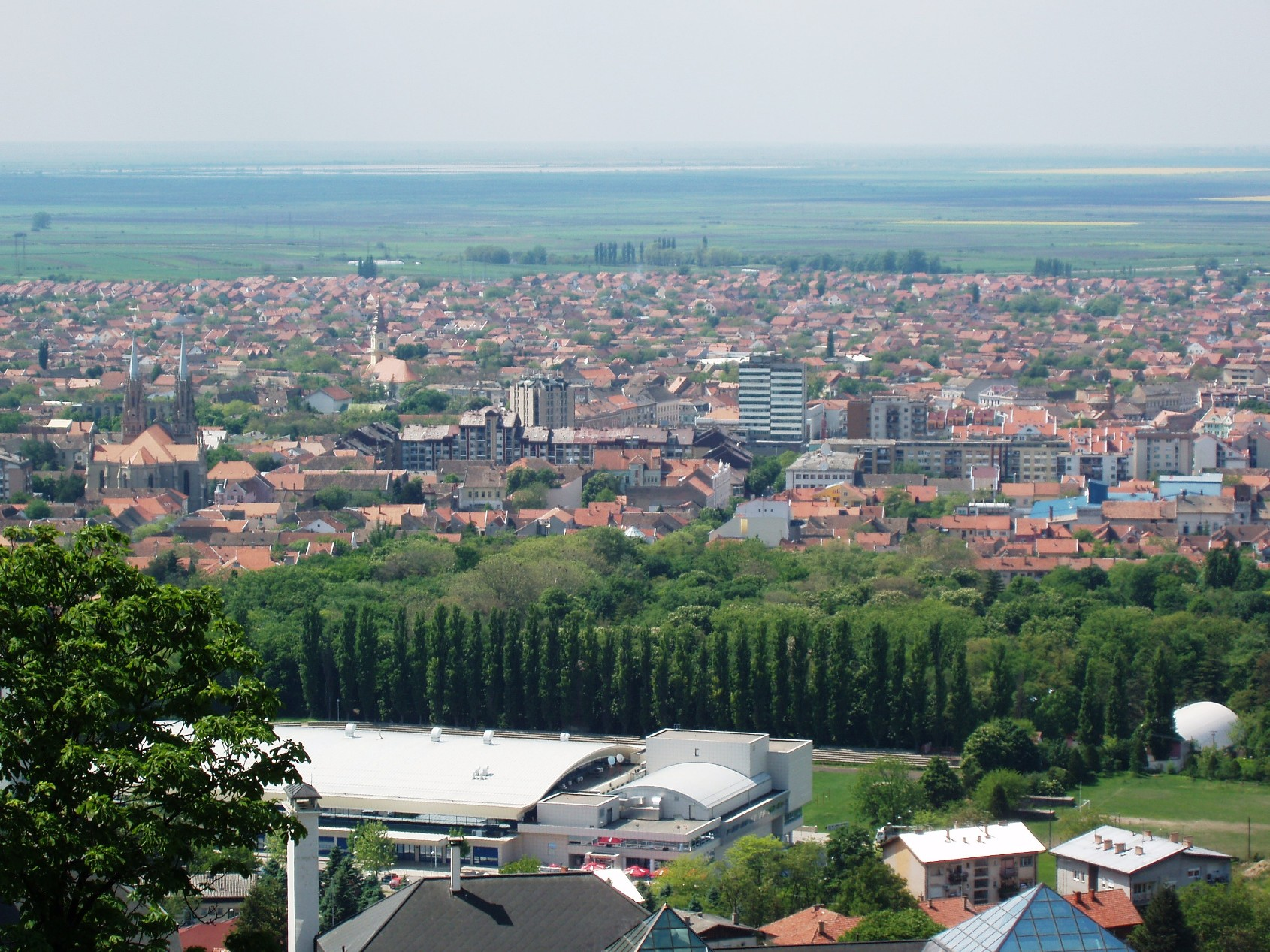
브르샤츠 시가지

브르샤츠(세르비아어: Вршац, Vršac, 헝가리어: Versecz)는 세르비아 보이보디나 자치주에 위치한 도시로, 면적은 1,324km2, 인구는 54,369명(2002년 기준)이다. 지리적으로는 바나트 지방에 속하며 행정 구역상으로는 남바나트 구에 속한다. 도시 이름은 슬라브어로 "정상"(頂上)을 뜻하는 단어인 "브르흐"(vrh)에서 유래된 이름이다.

## 인구
| 연도  | 인구   | ±% p.a. |
| ----- | ------ | ------- |
| 1948  | 51,792 | —       |
| 1953  | 55,594 | +1.43%  |
| 1961  | 61,284 | +1.23%  |
| 1971  | 60,528 | −0.12%  |
| 1981  | 61,005 | +0.08%  |
| 1991  | 58,228 | −0.46%  |
| 2002  | 54,369 | −0.62%  |
| 2011  | 52,026 | −0.49%  |
| 출처: |        |         |

## 자매 도시
- 루마니아 루고지
- 슬로바키아 반스카비스트리차

## 사진

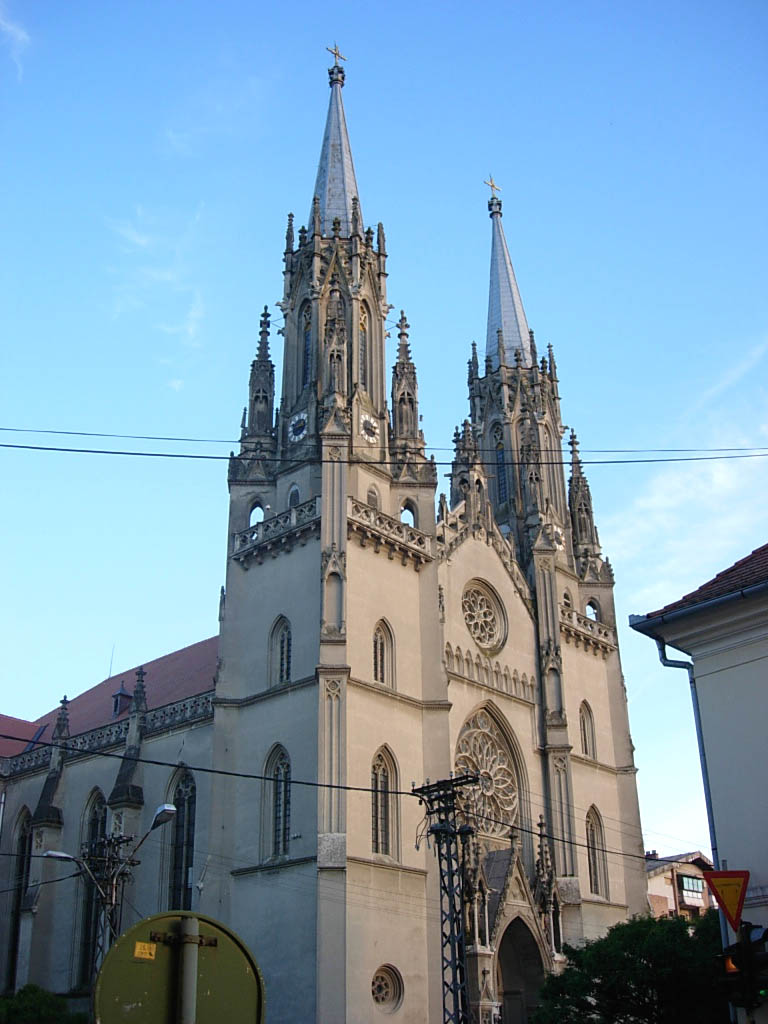
성 게르하르트 주교 순교자 성당